# 中北美洲及加勒比海地區足球俱樂部列表
本條目的列表連結中北美洲及加勒比海足球協會（CONCACAF）所屬成員國的最高級別足球聯賽的足球會，列表按所屬國家的英文名稱順序排列。中北美洲及加勒比海足球協會是負責管理北美洲、中美洲及加勒比海地區有關足球的事務，但當中加勒比海地區有一部分的境外領至今未有加入CONCACAF，包括聖皮埃爾和密克隆群島及格陵蘭。
每個最高級別足球聯賽的參賽球會按英文字母順序排列，各間球會會列明官方的英文名稱，粗體字則代表應屆聯賽冠軍。

## 安圭拉
- 國家： 安圭拉
- 足球協會：安圭拉足球協會
- 最高級別聯賽：安圭拉足球聯賽
- 聯賽奪冠最多：咆哮獅子FC（5 次）

## 安地卡及巴布達
- 國家： 安地卡及巴布達
- 足球協會：安地卡及巴布達足球協會
- 最高級別聯賽：安地卡及巴布達超級聯賽
- 聯賽奪冠最多：王國FC（13 次）

## 阿魯巴
- 國家： 阿魯巴
- 足球協會：阿魯巴足球協會
- 最高級別聯賽：阿魯巴師迪榮譽
- 聯賽奪冠最多：

## 巴哈馬
- 國家： 巴哈馬
- 足球協會：巴哈馬足球協會
- 最高級別聯賽：巴哈馬高級聯賽
- 聯賽奪冠最多：熊隊（6 次）

## 巴巴多斯
- 國家： 巴巴多斯
- 足球協會：巴巴多斯足球協會
- 最高級別聯賽：巴巴多斯超級聯賽
- 聯賽奪冠最多：韋茅斯威爾士（16 次）

## 伯利茲
- 國家： 伯利茲
- 足球協會：伯利茲足球協會
- 最高級別聯賽：伯利茲超級聯賽
- 聯賽奪冠最多：貝爾墨邦土匪（4 次）

## 百慕達
- 國家： 百慕達
- 足球協會：百慕達足球協會
- 最高級別聯賽：百慕達超級聯賽
- 聯賽奪冠最多：彭布羅克漢密爾頓俱樂部、薩默塞特郡板球俱樂部（9 次）

## 博奈爾
- 國家： 博奈爾
- 足球協會：博奈爾足球協會
- 最高級別聯賽：博奈爾超級聯賽
- 聯賽奪冠最多：

## 英屬維爾京群島
- 國家： 英屬維爾京群島
- 足球協會：英屬維爾京群島足球協會
- 最高級別聯賽：英屬維爾京群島全國足球聯賽
- 聯賽奪冠最多：島民FC（5 次）

## 加拿大
- 國家： 加拿大
- 足球協會：加拿大足球協會
- 最高級別聯賽：加拿大超級足球聯賽
- 聯賽奪冠最多：科格（2 次）
- 2008年度加拿大足球聯賽參賽球會(加拿大足球聯賽（CSL）是加拿大一個半職業足球聯賽由加拿大足球協會正式認可的)[1]：

## 開曼群島
- 國家： 開曼群島
- 足球協會：開曼群島足球協會
- 最高級別聯賽：開曼群島聯賽
- 聯賽奪冠最多：國際學者（8 次）

## 哥斯達黎加
- 國家： 哥斯達黎加
- 足球協會：哥斯達黎加足球協會
- 最高級別聯賽：哥斯大黎加足球甲級聯賽
- 聯賽奪冠最多：薩普里薩體育會（31 次）

2021–22年哥斯大黎加足球甲級聯賽參賽隊伍共有 12 支。
- 阿拉祖蘭斯
- 薩普里沙
- 希雷洛亞洛
- 卡達真尼斯
- 聖卡洛斯
- 古比尼斯
- 吉卡拉爾瑟科巴
- 瓜達魯普FC
- 聖荷塞體育
- 格雷西亞
- 瓜納卡斯特卡

## 古巴
- 國家： 古巴
- 足球協會：古巴足球協會
- 最高級別聯賽：古巴國立甲級聯賽
- 聯賽奪冠最多：FC比亞克拉拉（13 次）

## 多米尼加
- 國家： 多米尼加
- 足球協會：多米尼加足球協會
- 最高級別聯賽：多米尼加超級聯賽
- 聯賽奪冠最多：哈林聯（20 次）

## 多明尼加共和國
- 國家： 多明尼加共和國
- 足球協會：多明尼加共和國足球協會
- 最高級別聯賽：多明尼加共和國甲級聯賽
- 聯賽奪冠最多：摩卡 FC（11 次）

## 薩爾瓦多
- 國家： 薩爾瓦多
- 足球協會：薩爾瓦多足球協會
- 最高級別聯賽：薩爾瓦多足球甲級聯賽
- 聯賽奪冠最多：C.D. FAS（17 次）

## 法屬圭亞那
- 國家： 法屬圭亞那
- 足球協會：法屬圭亞那足球協會
- 最高級別聯賽：法屬圭亞那國家聯賽
- 聯賽奪冠最多：Le Geldar（10 次）

## 格林納達
- 國家： 格林納達
- 足球協會：格林納達足球協會
- 最高級別聯賽：格林納達聯賽
- 聯賽奪冠最多：

## 瓜德羅普島
- 國家： 瓜德羅普島
- 足球協會：瓜德羅普島足球協會
- 最高級別聯賽：瓜德羅普島聯賽勳章
- 聯賽奪冠最多：CS Moulien（11 次）

## 危地馬拉
- 國家： 危地馬拉
- 足球協會：危地馬拉國家足球協會
- 最高級別聯賽：危地馬拉足球甲級聯賽
- 聯賽奪冠最多：市政體育會（31 次）

## 圭亞那
- 國家： 圭亞那
- 足球協會：圭亞那足球協會
- 最高級別聯賽：圭亞那國家超級聯賽
- 聯賽奪冠最多：阿爾法聯隊（5 次）

## 海地
- 國家： 海地
- 足球協會：海地足球協會
- 最高級別聯賽：海地足球甲級聯賽
- 聯賽奪冠最多：

## 洪都拉斯
- 國家： 洪都拉斯
- 足球協會：洪都拉斯國家足球協會
- 最高級別聯賽：宏都拉斯足球甲級聯賽
- 聯賽奪冠最多：CD奧林比亞（33 次）
- 2021年至2022年度洪都拉斯足球甲級聯賽參賽球會：

| 球會名稱          | 中文譯名       | 所在城市       |
| ----------------- | -------------- | -------------- |
| Honduras Progreso | 洪都拉斯普基素 | 埃爾普羅格雷索 |
| Marathón          | 馬拉頓         | 汕埠           |
| Motagua           | 莫塔瓜         | 特古西加爾巴   |
| Olimpia           | CD奧林比亞     | 特古西加爾巴   |
| Platense          | CD柏拉坦斯     | 科爾特斯港     |
| Real España       | 皇家伊斯柏納   | 汕埠           |
| Real Sociedad     | CD皇家蘇斯達   | 科托阿         |
| UPNFM             |                | 喬盧特卡       |
| CD Victoria       | CD維多利亞     | 拉塞瓦         |
| Vida              | CDS維達        | 拉塞瓦         |

## 牙買加
- 國家： 牙買加
- 足球協會：牙買加足球協會
- 最高級別聯賽：牙買加足球甲級聯賽
- 聯賽奪冠最多：波特莫爾聯、山度士(牙買加)、Tivoli花園（5 次）

## 馬提尼克
- 國家： 馬提尼克
- 足球協會：馬提尼克足球協會
- 最高級別聯賽：馬提尼克國家聯賽
- 聯賽奪冠最多：

## 墨西哥
- 國家： 墨西哥
- 足球協會：墨西哥足球協會
- 最高級別聯賽：墨西哥足球超級聯賽
- 聯賽奪冠最多：亞美利加足球俱樂部（12 次）
- 2006年至2007年度墨西哥足球甲级联赛參賽球會：

| 球會名稱                   | 中文譯名         | 所在城市   |
| -------------------------- | ---------------- | ---------- |
| Club América               | 亞美利加         | 墨西哥城   |
| CF Atlante                 |                  |            |
| CF Atlas                   |                  |            |
| Club Deportivo Guadalajara | 瓜達拉哈拉體育會 | 瓜達拉哈拉 |
| Cruz Azul                  | 藍十字體育會     |            |
| Jaguares de Chiapas        | 恰帕斯美洲豹     | 恰帕斯州   |
| CF Monterrey               |                  |            |
| CA Monarcas Morelia        |                  |            |
| Club Necaxa                | 拿加沙           |            |
| CF Pachuca                 | 帕丘卡           | 帕丘卡     |
| Queretaro FC               |                  |            |
| Club San Luis              |                  |            |
| Santos Laguna              |                  |            |
| Club Toluca                | 托拉卡           |            |
| UAG Tecos                  |                  |            |
| UANL Tigres                |                  |            |
| UNAM Pumas                 | UNAM普馬斯       |            |
| CD Veracruz                | CD維拉克魯斯     | 維拉克魯斯 |

## 蒙特塞拉特
- 國家： 蒙特塞拉特
- 足球協會：蒙特塞拉特足球協會
- 最高級別聯賽：蒙特塞拉特錦標賽
- 聯賽奪冠最多：

## 荷屬安的列斯
- 國家： 荷屬安的列斯
- 足球協會：荷屬安的列斯足球協會
- 最高級別聯賽：
- 聯賽奪冠最多：

## 尼加拉瓜
- 國家： 尼加拉瓜
- 足球協會：尼加拉瓜足球協會
- 最高級別聯賽：尼加拉瓜甲級聯賽
- 聯賽奪冠最多：

## 巴拿馬
- 國家： 巴拿馬
- 足球協會：巴拿馬足球協會
- 最高級別聯賽：巴拿馬甲組足球聯賽
- 聯賽奪冠最多：阿拉比 陶羅（15 次）

## 波多黎各
- 國家： 波多黎各
- 足球協會：波多黎各足球協會
- 最高級別聯賽：
- 聯賽奪冠最多：

## 聖基茨和尼維斯
- 國家： 聖基茨和尼維斯
- 足球協會：聖基茨和尼維斯足球協會
- 最高級別聯賽：聖基茨和尼維斯超級聯賽
- 聯賽奪冠最多：紐頓聯隊（16 次）

## 聖盧西亞
- 國家： 聖盧西亞
- 足球協會：聖盧西亞足球協會
- 最高級別聯賽：聖盧西亞金聯賽
- 聯賽奪冠最多：VSADC（9 次）

## 法屬聖馬丁
- 國家： 法屬聖馬丁
- 足球協會：法屬聖馬丁足球協會
- 最高級別聯賽：
- 聯賽奪冠最多：

## 聖文森特和格林納丁斯
- 國家： 聖文森特和格林納丁斯
- 足球協會：聖文森特和格林納丁斯足球協會
- 最高級別聯賽：聖文森特和格林納丁斯超級聯賽
- 聯賽奪冠最多：

## 荷屬聖馬丁
- 國家： 荷屬聖馬丁
- 足球協會：聖馬丁足球協會
- 最高級別聯賽：聖馬丁島級聯賽
- 聯賽奪冠最多：

## 蘇里南
- 國家： 蘇里南
- 足球協會：蘇里南足球協會
- 最高級別聯賽：蘇里南聯賽
- 聯賽奪冠最多：S.V.羅賓漢

## 特立尼達和多巴哥
- 國家： 特立尼達和多巴哥
- 足球協會：特立尼達和多巴哥足球協會
- 最高級別聯賽：千里達及多巴哥職業足球聯賽
- 聯賽奪冠最多：W Connection F.C.（6 次）

## 特克斯和凱科斯群島
- 國家： 特克斯和凱科斯群島
- 足球協會：特克斯和凱科斯群島足球協會
- 最高級別聯賽：特克斯和凱科斯群島超級聯賽
- 聯賽奪冠最多：

## 美國
- 國家： 美國
- 足球協會：美國足球協會
- 最高級別聯賽：美國職業足球大聯盟（男子）、國家女子足球聯賽（女子）
- 聯賽奪冠最多：洛杉磯銀河（5 次）、波特蘭荊棘（3 次）

| 球隊           | 球隊                     | 所在城市             | 主場                | 加入聯賽 年份 | 榮譽（截於2023年賽季）  | 榮譽（截於2023年賽季） |
| 中文名稱       | 原文名稱                 | 所在城市             | 主場                | 加入聯賽 年份 | 季後賽冠軍 （聯賽冠軍） | 常規賽冠軍             |
| 東岸           | 東岸                     | 東岸                 | 東岸                | 東岸          | 東岸                    | 東岸                   |
| -------------- | ------------------------ | -------------------- | ------------------- | ------------- | ----------------------- | ---------------------- |
| 阿特蘭大聯     | Atlanta United FC        | 喬治亞州亞特蘭大     | 梅賽德斯-賓士體育場 | 2017          | 1                       | —                      |
| 夏洛特FC       | Charlotte FC             | 北卡羅來納州夏洛特   | 美國銀行體育場      | 2022          | —                       | —                      |
| 芝加哥火焰     | Chicago Fire Soccer Club | 伊利諾州芝加哥       | 軍人球場            | 1998          | 1                       | 1                      |
| 哥倫布機員     | Columbus Crew SC         | 俄亥俄州哥倫布       | 曼弗雷球場          | 1996          | 3                       | 3                      |
| 華盛頓聯隊     | D.C. United              | 華盛頓特區           | 奧迪球場            | 1996          | 4                       | 4                      |
| FC辛辛那提     | FC Cincinnati            | 俄亥俄州辛辛那提     | TQL體育場           | 2019          | —                       | 1                      |
| 國際邁阿密     | Inter Miami CF           | 佛羅里達州勞德代爾堡 | DRV PNK體育場       | 2020          | —                       | —                      |
| 蒙特利爾衝擊   | Club de Foot Montréal    | 加拿大魁北克省蒙特婁 | 薩普托體育場        | 2012          | —                       | —                      |
| 拿舒維爾       | Nashville SC             | 田納西州納什維爾     | 日產體育場          | 2020          | —                       | —                      |
| 新英格蘭革命   | New England Revolution   | 麻薩諸塞州福克斯堡   | 吉列體育場          | 1996          | —                       | 1                      |
| 紐約城         | New York City FC         | 紐約州紐約市         | 洋基體育場          | 2015          | 1                       | —                      |
| 紐約紅牛       | New York Red Bulls       | 新澤西州哈里森       | 紅牛競技場          | 1996          | —                       | 3                      |
| 奧蘭多城       | Orlando City SC          | 佛羅里達州奧蘭多     | 奧蘭多城體育場      | 2015          | —                       | —                      |
| 費城聯         | Philadelphia Union       | 賓夕法尼亞州切斯特   | 速霸陸公園          | 2010          | —                       | 1                      |
| 多倫多FC       | Toronto FC               | 加拿大安大略省多倫多 | BMO球場             | 2007          | 1                       | 1                      |
| 西岸           |                          |                      |                     |               |                         |                        |
| FC奧斯汀       | Austin FC                | 德克薩斯州奧斯汀     | Q2體育場            | 2021          | —                       | —                      |
| 科羅拉多急流   | Colorado Rapids          | 科羅拉多州商貿城     | 迪克體育用品公園    | 1996          | 1                       | —                      |
| FC達拉斯       | FC Dallas                | 德克薩斯州弗里斯科   | 豐田體育場          | 1996          | —                       | 1                      |
| 休斯敦迪納摩   | Houston Dynamo           | 德克薩斯州休斯敦     | PNC體育場           | 2006          | 2                       | —                      |
| 洛杉磯銀河     | LA Galaxy                | 加利福尼亞州卡森     | 尊嚴健康體育場      | 1996          | 5                       | 4                      |
| FC洛杉磯       | Los Angeles FC           | 加利福尼亞州洛杉矶   | 加州銀行體育場      | 2018          | 1                       | 2                      |
| 明尼蘇達聯     | Minnesota United FC      | 明尼蘇達州聖保羅     | 安聯體育場          | 2017          | —                       | —                      |
| 波特蘭伐木者   | Portland Timbers         | 俄勒岡州波特蘭       | 普羅維登斯公園      | 2011          | 1                       | —                      |
| 皇家鹽湖城     | Real Salt Lake           | 猶他州桑迪           | 力拓體育場          | 2005          | 1                       | —                      |
| 聖荷西地震     | San Jose Earthquakes     | 加利福尼亞州聖荷西   | PayPal公園          | 1996          | 2                       | 2                      |
| 西雅圖海灣者   | Seattle Sounders FC      | 華盛頓州西雅圖       | 流明球場            | 2009          | 2                       | 1                      |
| 聖路易城       | St. Louis City SC        | 密蘇里州聖路易       | 城市公園球場        | 2023          | —                       | —                      |
| 堪薩斯城體育會 | Sporting Kansas City     | 堪薩斯州堪薩斯城     | 兒童慈善公園球場    | 1996          | 2                       | 1                      |
| 溫哥華白浪     | Vancouver Whitecaps FC   | 加拿大卑詩省溫哥華   | 卑詩體育館          | 2011          | —                       | —                      |

| 球隊           | 球隊                   | 所在城市             | 主場            | 加入聯賽 年份 | 榮譽（截於2024年賽季） | 榮譽（截於2024年賽季）  |
| 中文名稱       | 原文名稱               | 所在城市             | 主場            | 加入聯賽 年份 | 例行賽冠軍             | 季後賽冠軍 （聯賽冠軍） |
| -------------- | ---------------------- | -------------------- | --------------- | ------------- | ---------------------- | ----------------------- |
| 天使城         | Angel City FC          | 加利福尼亞州洛杉磯   | BMO體育場       | 2022          | —                      | —                       |
| 海灣           | Bay FC                 | 加利福尼亞州聖荷西   | PayPal公園      | 2024          | —                      | —                       |
| 芝加哥之星     | Chicago Stars FC       | 伊利諾州橋景         | SeatGeek體育場  | 2013          | —                      | —                       |
| 休士頓衝鋒     | Houston Dash           | 德克薩斯州休士頓     | 殼牌能源體育場  | 2014          | —                      | —                       |
| 堪薩斯城潮流   | Kansas City Current    | 密蘇里州堪薩斯城     | CPKC體育場      | 2021          | —                      | —                       |
| 高譚           | Gotham FC              | 紐澤西州哈里遜       | 紅牛競技場      | 2013          | —                      | 1                       |
| 北卡羅萊納勇氣 | North Carolina Courage | 北卡羅萊納州卡瑞     | WakeMed足球公園 | 2017          | 3                      | 2                       |
| 奧蘭多榮耀     | Orlando Pride          | 佛羅里達州奧蘭多     | Inter&Co體育場  | 2016          | 1                      | 1                       |
| 波特蘭荊棘     | Portland Thorns FC     | 俄勒岡州波特蘭       | 普羅維登斯公園  | 2013          | 2                      | 3                       |
| 路易維爾競技   | Racing Louisville FC   | 肯塔基州路易維爾     | 林恩家族體育場  | 2021          | —                      | —                       |
| 聖地牙哥波浪   | San Diego Wave FC      | 加利福尼亞州聖地牙哥 | 驍龍體育場      | 2022          | 1                      | —                       |
| 西雅圖君主     | Seattle Reign FC       | 華盛頓州西雅圖       | 流明球場        | 2013          | 3                      | —                       |
| 猶他皇家       | Utah Royals            | 猶他州桑迪           | 美國第一球場    | 2018–20 2024  | —                      | —                       |
| 華盛頓精神     | Washington Spirit      | 華盛頓特區           | 奧迪球場        | 2013          | —                      | 1                       |

## 美屬維爾京群島
- 國家： 美屬維爾京群島
- 足球協會：美屬維爾京群島足球協會
- 最高級別聯賽：
- 聯賽奪冠最多：

1. ↑  . canadiansoccerleague.ca. February 13, 2010  [February 13, 2010]. （原始内容存档于2013年12月12日）.
2. ↑  MLSsoccer staff. . mlssoccer.com. Major League Soccer. 2015-05-18  [2015-06-17]. （原始内容存档于2015-06-17）.
3. ↑  Baxter, Kevin. . LATimes.com. Los Angeles Times. 2015-05-17  [2015-05-18]. （原始内容存档于2015-05-18）.